# Anja Kofmel
Anja Kofmel, née en 1982 à Lugano, est une cinéaste, animatrice et réalisatrice suisse qui se spécialise dans les films d'animation et les films documentaires.

## Biographie
Après avoir suivi des cours à l'Université des Arts de Zurich, Anja Kofmel étudie l'animation à l'école d'art et de design de Lucerne. Son film de fin d'étude Chrigi, est présenté dans de nombreux festivals comme le Festival international du film documentaire d'Amsterdam, le Festival international du film d'animation de Stuttgart et le Festival international du court métrage Winterthur.
Depuis 2011, elle travaille en tant que réalisatrice et illustratrice indépendante de films d'animation et de documentaires.
En 2018, son premier long métrage, un documentaire d'animation nommé Chris Le Suisse, a été présenté au Festival de Cannes, Semaine de la critique. Il a été projeté dans plus de 100 festivals à travers le monde et a remporté de nombreux prix. Pour la réalisation du long-métrage, Anja Kofmel se rend en Croatie et en Allemagne pendant deux années où elle enquête sur la disparition de son cousin Chris, reporter de guerre.
En 2020, Anja Kofmel lance son studio d'animation, Asako Film, en collaboration avec les producteurs Sereina Gabathuler (Dschoint Ventschr Film Produktion, Zurich) et Nicolas Burlet (Nadasdy Film, Genève).

## Filmographie (sélection)
Films dirigés par Anja Kofmel
- 2003 : Strichcode
- 2004 : Je Suisse
- 2005 : Selling Shoes, BoxerBox
- 2009 : Chrigi
- 2018 : Chris le Suisse

Films animés par Anja Kofmel
- 2018 : Hanna la Rouge, réalisé par Anita Hugi
- 2018 : Das Erste und das Letzte, réalisé par Kaspar Kasics